# Enchelycore
Az Enchelycore a sugarasúszójú halak (Actinopterygii) osztályának angolnaalakúak (Anguilliformes) rendjébe, ezen belül a murénafélék (Muraenidae) családjába és a Muraeninae alcsaládjába tartozó nem.

## Rendszerezésük
A nembe az alábbi 13 faj tartozik:
- Enchelycore anatina (Lowe, 1838)
- Enchelycore bayeri (Schultz, 1953)
- Enchelycore bikiniensis (Schultz, 1953)
- Enchelycore carychroa Böhlke & Böhlke, 1976
- Enchelycore kamara Böhlke & Böhlke, 1980
- Enchelycore lichenosa (Jordan & Snyder, 1901)
- Enchelycore nigricans (Bonnaterre, 1788)
- Enchelycore nycturanus Smith, 2002
- Enchelycore octaviana (Myers & Wade, 1941)
- Enchelycore pardalis (Temminck & Schlegel, 1846)
- Enchelycore ramosa (Griffin, 1926)
- Enchelycore schismatorhynchus (Bleeker, 1853)
- Enchelycore tamarae Prokofiev, 2005